# إنريكي كاسيريس
إنريكي كاسيريس (بالإسبانية: Enrique Cáceres Villafante)‏ هو مدرب كرة قدم وحكم كرة قدم ولاعب كرة قدم باراغواياني، ولد في 20 مارس 1970 في بوينس آيرس في الأرجنتين.

## وصلات خارجية
- إنريكي كاسيريس على موقع Soccerway.com (الإنجليزية)